# Dicranomyia inanis
Dicranomyia inanis là một loài ruồi trong họ Limoniidae. Chúng phân bố ở miền Australasia.